# نیروی زمینی شاهنشاهی ایران
نیروی زمینی شاهنشاهی ایران شاخه‌ای از ارتش شاهنشاهی ایران بود، که پیکره اصلی نیروهای مسلح ایران را تشکیل می‌داد. نیروی زمینی شاهنشاهی ایران با کوشش رضا شاه تأسیس شد و با وقوع انقلاب ۱۳۵۷ نیروی زمینی ارتش جمهوری اسلامی جایگزین آن شد.

## تاریخچه
با به قدرت رسیدن رضاشاه نیروهای مسلح ایران نیز به سازماندهی نوینی دست یافتند. افسران و فرماندهان خارجی از واحدهای نظامی ایران خارج شده و واحدهای پراکنده مسلح ایران نظیر لشکر قزاق، تفنگداران جنوب و ژاندارمری همگی تحت فرمان و ساختار متحد دولت ایران قرار گرفتند.
در سال ۱۳۰۳ قوای نیروهای مسلح ایران ۸۰ هزار نفر تخمین زده می‌شد. یکسال قبل از آن اولین دسته از دانشجویان افسری به مراکز آموزشی فرانسه اعزام شده و پس از گذراندن دوره‌های مختلف ۵۰۰ تن از آن‌ها برای ایجاد اولین پایه‌های آموزشی نیروهای مسلح کشور به ایران بازگشتند. طی این سال‌ها تجهیز واحدها از لحاظ تسلیحاتی به عهده آلمان‌ها بود و هم آن‌ها بودند که اولین کارخانه‌های تولید اسلحه در ایران را بنا نهادند. علاوه بر فرانسه تعدادی از دانشجویان ایرانی نیز به آلمان اعزام شدند تا با آخرین تکنیک‌ها و امور فنی نظامی آشنا شده و اندکی بعد از آن نیز کار تأسیس مراکز آموزشی در داخل کشور برمبنای ساختارهای ارتش آلمان آغاز گردید.
در بحبوحه جنگ دوم جهانی (۱۳۲۰ خورشیدی) نیروهای مسلح ایران به ۱۲۵٬۰۰۰ نفر افزایش یافته بود که از سطح آموزش و تسلیحات بسیار خوبی برخوردار بودند. در این زمان ارتش شاهنشاهی ایران درگیر جنگی ناخواسته با نیروهای مهاجم متفقین گردید.
وقایع جنگ دوم جهانی ضربه‌های هولناک و سنگینی را بر ستون فقرات نیروهای مسلح ایران وارد آوردند و سازماندهی مجدد نیروها مستلزم سال‌ها تلاش و مبالغ هنگفتی هزینه مالی گردید

## ستاد سازماندهی ارتش شاهنشاهی ایران
«ستاد» واژه‌ای است فارسی که از اوایل به سلطنت رسیدن رضاشاه پهلوی به جای کلمه عربی «ارکان حرب قشون» برای ارتش ایران برگزیده شد که بعدها در زمان سلطنت محمدرضا شاه به نام «ستاد بزرگ ارتشتاران» تغییر نام داد. ستاد در هر یگان مرکز فرماندهی و هماهنگ‌کننده آن واحد است. در نیروهای مسلح شاهنشاهی ایران در هر واحد بزرگتر از گردان یک ستاد وجود داشت که به همان ترتیب سلسله مراتب تحت فرمان ستاد یگان‌های بالاتر از خود بود. ستاد بزرگ ارتشتاران نیز مرکز فرماندهی و هماهنگ‌کننده کل واحدهای نیروهای مسلح شاهنشاهی بود که از ادارات و دوایر مختلف تشکیل شده و در راس آن رئیس ستاد بزرگ ارتشتاران (معمولا در سال‌های قبل از انقلاب با درجه ارتشبدی) قرار داشت که از لحاظ مسئولیت و کسب فرمان به‌طور مستقیم تحت دستور شخص پادشاه قرار داشت. آموزش دوره عالی نظامی «فرماندهی و ستاد» جهت نیل افسران به درجات تیمساری از پیش از سال ۱۳۲۰ در دانشگاه جنگ و پس از سال ۱۳۳۶ در دانشکده فرماندهی و ستاد (دافوس) انجام می‌گرفت.

## لشکرهای نیروی زمینی
لشکر ۷۷ پیاده خراسان و لشکر ۹۲ زرهی اهواز (بخاطر نزدیکی و مجاورت با مرزهای شوروی، افغانستان و عراق) از مهم‌ترین واحدهای نیروی زمینی شاهنشاهی محسوب می‌شدند.
- جمع کل پرسنل (تا ۲۲ بهمن ۱۳۵۷): ۲۸۵٫۰۰۰ نفر
- افراد ذخیره: ۳۰۰٫۰۰۰ نفر

واحدهای اصلی نیروی زمینی شاهنشاهی سازماندهی شده در ۳ سپاه:
- لشکر ۱۶ زرهی قزوین (دومین لشکر بزرگ زرهی خاورمیانه)
- لشکر ۸۱ زرهی کرمانشاه
- لشکر ۹۲ زرهی اهواز (بزرگ‌ترین لشکر زرهی خاورمیانه)
- لشکر ۸۸ زرهی سیستان و بلوچستان
- لشکر ۱ پیاده گارد شاهنشاهی - تهران
- لشکر ۲ پیاده گارد شاهنشاهی - تهران
- لشکر ۲۸ پیاده کردستان
- لشکر ۶۴ پیاده رضائیه
- لشکر ۷۷ پیاده خراسان
- لشکر ۲ تبریز (این لشکر در مهرماه سال ۱۳۴۹ منحل گردید و پادگان تبریز به «مرکز آموزش‌های پشتیبانی» اختصاص یافت)[۴][۵][۶]
- تیپ ۸۴ پیاده خرم‌آباد
- تیپ ۵۵ هوابرد شیراز
- تیپ ۲۳ نوهد (نیروی ویژه هوابرد) تهران
- تیپ ۳۷ زرهی شیراز
- گروه ۱۱ توپخانه
- گروه ۲۲ توپخانه
- گروه ۳۳ توپخانه
- گروه ۴۴ توپخانه
- گروه ۵۵ توپخانه
- ۴ گردان پدافند هوایی هاک

## لشکرهای نیروی زمینی در زمان رضا شاه
لشکرهای نیروی زمینی در زمان حمله متفقین سال ۱۳۲۰ به این شکل بود:
۱. لشکر ۱ مرکز: شامل ۴ هنگ پیاده، ۳ هنگ سوار، ۲ هنگ توپخانه کوهستانی، چند گردان مهندسی. استعداد ۱۳۰۰۰نفر.
۲. لشکر ۲ مرکز: شامل ۳ هنگ پیاده، ۳ هنگ سوار، ۲ هنگ توپخانه، چند گردان مهندسی. استعداد ۱۲۰۰۰.
۳. تیپ مکانیزه مستقل تهران. شامل یک گردان تانک سبک به استعداد ۵۰ تانک. یک گردان تانک متوسط به استعداد ۵۰ تانک.
۴. لشکر۳ شمال شرق:شامل ۳ هنگ پیاده، ۲ هنگ سوار، ۱ هنگ توپخانه، ۱ هنگ هوایی. استعداد۹۵۰۰ نفر.
۵. لشکر ۴ شمال غرب: شامل ۱ هنگ پیاده، ۲ هنگ سوار، ۱ هنگ توپخانه. استعداد ۴۵۰۰.
۶. لشکر ۵ کردستان: شامل ۳ هنگ پیاده، ۱ هنگ سوار. استعداد ۵۰۰۰نفر
۷. لشکر ۶ خوزستان:شامل ۳ هنگ پیاده، ۱ هنگ سوار، ۱هنگ توپخانه، ۱ هنگ هوایی. استعداد ۸۰۰۰نفر.
۸. لشکر ۷ فارس: شامل ۳ هنگ پیاده، ۱ هنگ مختلط توپخانه، ۱هنگ سوار. استعداد ۵۰۰۰ نفر.
۹. لشکر ۸ کرمان: شامل ۱هنگ پیاده، ۱ هنگ سوار، ۱ هنگ توپخانه مختلط. استعداد ۴۵۰۰ نفر.
۱۰. لشکر ۹خراسان: شامل ۲ هنگ پیاده، ۲هنگ سوار، ۱هنگ توپخانه مختلط، ۱ هنگ هوایی. استعداد۶۰۰۰نفر.
۱۱. لشکر ۱۰ گرگان: شامل ۱ هنگ پیاده، ۱هنگ سوار، ۱ هنگ توپخانه. استعداد ۴۵۰۰نفر.
۱۲. لشکر۱۱ گیلان: شامل ۳هنگ پیاده. استعداد ۴۰۰۰ نفر.
۱۳. لشکر۱۲کرمانشاه: ۱ هنگ پیاده، ۱هنگ سوار، ۱ هنگ آتشبار صحرایی، ۱ هنگ مختلط کوهستانی. استعداد ۴۰۰۰ نفر.
۱۴. لشکر ۱۳ اصفهان: شامل ۱ هنگ پیاده، ۱ هنگ سوار، ۱ هنگ توپخانه. استعداد ۴۰۰۰نفر.
۱۵. لشکر ۱۴ مکران: شامل ۲ هنگ پیاده، ۱ هنگ سوار، ۱ هنگ توپخانه، ۱ گردان جماز (شتر). استعداد ۴۰۰۰نفر.
۱۶. لشکر ۱۵ اردبیل: ۲ هنگ پیاده، ۱ هنگ سوار. استعداد ۴۰۰۰ نفر.
۱۷. لشکر ۱۶ لرستان: ۱ هنگ پیاده، ۱ هنگ سوار، ۱گردان توپخانه. استعداد ۴۰۰۰نفر.
۱۸. لشکر۱۷ خوی: ۱ هنگ پیاده، ۱ هنگ سوار. استعداد ۳۰۰۰نفر.
۱۹. لشکر ۱۸تربت جام: ۳ هنگ پیاده. استعداد ۴۰۰۰ نفر.
جمعا: ۹۴۰۰۰ نفر

## زنان در نیروی زمینی
از سال ۱۳۱۲ زنان در نیروهای مسلح ایران شروع به فعالیت می‌کنند. نخستین زنی که در نیروی زمینی ارتش شاهنشاهی به درجه سرتیپی رسید، مرضیه ارفع بود که با درجه سروانی به نیروهای مسلح پیوسته بود.
در دوران رضا شاه با تشکیل واحدهای مربوط به زنان در بهداری زنان به صورت رسمی به عنوان بخشی از ارتش ایران درآمدند. تشکیل آموزشگاه زنان ارتش یکی از این موارد مهم بود که به حضور زنان در ارتش رسمیت داد. مرضیه ارفع نخستین زنی بود که در ارتش ایران به درجه امیری (سرتیپی) رسید.

## هوانیروز
هوانیروز توسط نیروی زمینی در سال ۱۳۴۱ تاسیس شد. در آغاز سال ۱۳۴۱ هواپیمایی نیروی زمینی شاهنشاهی ایران با شش فروند هواپیمای یک موتوره سسنا ۱۸۰(U-17) و شش خلبان در شهر اصفهان تشکیل شد. شمار وسایل پرندهٔ این نیرو تا سال ۱۳۴۵ به ۳۰ فروند رسید. پس از آن هوانیروز که یک گردان هوایی بود به یک گردان هواپیمایی و یک گروهان نگهداری تقسیم شد. تا اینکه در سال ۱۳۴۵ ۱۷ فروند بالگرد H-۴۳ نیز به گردان افزوده و در سال ۱۳۴۸ گردان هواپیمایی به هنگ هواپیمایی که محل آن در اصفهان بود تبدیل شد. برای تکمیل و تجهیز آن شماری بالگرد آگوستا- بل ۲۰۵ و بل ۲۰۶ به ایتالیا سفارش داده شد و هم‌زمان با آن نیروهای مورد نیاز برای گذراندن دوره خلبانی و فنی به آن کشور اعزام شدند.

## درجه‌های ارتش شاهنشاهی ایران

### درجه‌های نیروی زمینی ارتش شاهنشاهی ایران
| درجه‌های تیمسارها و افسران نیروی زمینی ارتش شاهنشاهی ایران | درجه‌های تیمسارها و افسران نیروی زمینی ارتش شاهنشاهی ایران | درجه‌های تیمسارها و افسران نیروی زمینی ارتش شاهنشاهی ایران | درجه‌های تیمسارها و افسران نیروی زمینی ارتش شاهنشاهی ایران | درجه‌های تیمسارها و افسران نیروی زمینی ارتش شاهنشاهی ایران | درجه‌های تیمسارها و افسران نیروی زمینی ارتش شاهنشاهی ایران | درجه‌های تیمسارها و افسران نیروی زمینی ارتش شاهنشاهی ایران | درجه‌های تیمسارها و افسران نیروی زمینی ارتش شاهنشاهی ایران | درجه‌های تیمسارها و افسران نیروی زمینی ارتش شاهنشاهی ایران | درجه‌های تیمسارها و افسران نیروی زمینی ارتش شاهنشاهی ایران | درجه‌های تیمسارها و افسران نیروی زمینی ارتش شاهنشاهی ایران | درجه‌های تیمسارها و افسران نیروی زمینی ارتش شاهنشاهی ایران |
| آریابد                                                    | ارتشبد                                                    | سپهبد                                                     | سرلشکر                                                    | سرتیپ                                                     | سرهنگ                                                     | سرهنگ دوم                                                 | سرگرد                                                     | سروان                                                     | ستوان یکم                                                 | ستوان دوم                                                 | ستوان سوم                                                 |
| --------------------------------------------------------- | --------------------------------------------------------- | --------------------------------------------------------- | --------------------------------------------------------- | --------------------------------------------------------- | --------------------------------------------------------- | --------------------------------------------------------- | --------------------------------------------------------- | --------------------------------------------------------- | --------------------------------------------------------- | --------------------------------------------------------- | --------------------------------------------------------- |
|                                                           |                                                           |                                                           |                                                           |                                                           |                                                           |                                                           |                                                           |                                                           |                                                           |                                                           |                                                           |

|  |  |  |  |  |  |  |  |  |  |

## فرماندهان نیروی زمینی
فهرست زیر، فرماندهان نیروی زمینی ارتش شاهنشاهی ایران را شامل می‌شود.
| ر | درجه   | نام               | تصاویر                 | شروع تصدی     | پایان تصدی    | مدت تصدی        |
| - | ------ | ----------------- | ---------------------- | ------------- | ------------- | --------------- |
| ۱ | سرلشکر | بهرام آریانا      |                        | ۱۳۳۴          | ۱۳۳۷          | ۳ سال           |
| ۲ | سپهبد  | عبدالحسین حجازی   | ارتشبد_عبدالحسین_حجازی | ۱۳۳۷          | ۲۴ اسفند ۱۳۳۹ | ۲ سال           |
| ۳ | سپهبد  | رضا عظیمی         |                        | ۲۴ اسفند ۱۳۳۹ | ۱۳۴۴          | ۵ سال           |
| ۴ | ارتشبد | عزت الله ضرغامی   |                        | ۱۳۴۴          | ۱۳۴۷          | ۳ سال           |
| ۵ | سپهبد  | فتح‌الله مین‌باشیان |                        | ۱۳۴۷          | ۲۷ آبان ۱۳۵۱  | ۴ سال           |
| ۶ | ارتشبد | غلامعلی اویسی     | Gen_Oveissi_main_pic   | ۲۷ آبان ۱۳۵۱  | ۱۵ دی ۱۳۵۷    | ۶سال ۲ماه ۱۱روز |
| ۷ | سپهبد  | عبدالعلی بدره ای  | Abdolali_Badrei        | ۱۵ دی ۱۳۵۷    | ۲۲ بهمن ۱۳۵۷  | ۱ ماه ۷ روز     |

- سرلشکر بهرام آریانا (از ۱۳۳۴ تا ۱۳۳۷)
- سپهبد عبدالحسین حجازی (۱۳۳۷ تا ۲۴ اسفند ۱۳۳۹)
- سپهبد رضا عظیمی (از ۲۴ اسفند ۱۳۳۹ تا ۱۳۴۴)
- ارتشبد عزت‌الله ضرغامی (از ۱۳۴۴ تا ۱۳۴۷)
- سپهبد فتح‌الله مین‌باشیان (از ۱۳۴۷ تا ۲۷ آبان ۱۳۵۱)
- ارتشبد غلامعلی اویسی (از ۲۷ آبان ۱۳۵۱ تا ۱۵ دی ۱۳۵۷)
- سپهبد عبدالعلی بدره‌ای (از ۱۵ دی ۱۳۵۷ تا ۲۲ بهمن ۱۳۵۷)

## ارتشبدهای نیروی زمینی ارتش شاهنشاهی

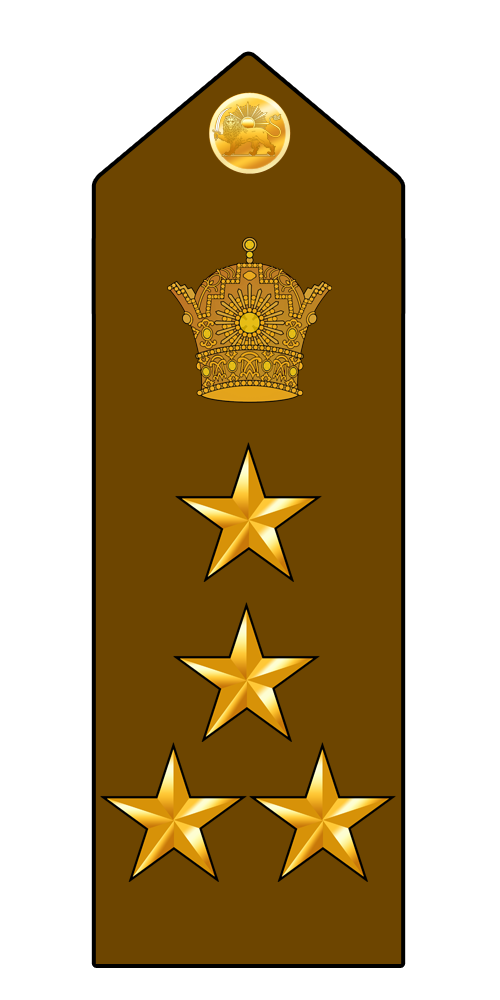
نشان ارتشبد نیروی زمینی شاهنشاهی ایران

1. ارتشبد عبدالله هدایت
2. ارتشبد عبدالحسین حجازی
3. ارتشبد بهرام آریانا
4. ارتشبد رضا عظیمی
5. ارتشبد عزت‌الله ضرغامی
6. ارتشبد غلامعلی اویسی
7. ارتشبد فریدون جم
8. ارتشبد فتح‌الله مین‌باشیان
9. ارتشبد نعمت‌الله نصیری
10. ارتشبد غلامرضا ازهاری
11. ارتشبد جعفر شفقت
12. ارتشبد حسین فردوست
13. ارتشبد عباس قره‌باغی

## برخی از امرای نیروی زمینی در هنگام انقلاب ۱۳۵۷
| درجه       | نام                     | سمت‌ها | درگذشت       |
| ---------- | ----------------------- | --- | ------------ |
| سپهبد      | بقراط جعفریان           | فرمانده لشکر ۹۲ زرهی اهواز استاندار خوزستان | ۲۳ بهمن ۱۳۵۷ |
| سپهبد      | هوشنگ حاتم              | فرمانده توپخانه لشکری لشکر پیاده گارد فرمانده مرکز آموزش توپخانه اصفهان جانشین فرمانده ستاد ارتش | اواخر ۱۳۵۸   |
| سپهبد      | مهدی رحیمی              | معاون فرمانده گارد شاهنشاهی معاون عملیاتی فرماندار نظامی تهران فرمانداری نظامی تهران سرپرستی شهربانی کل کشور | ۲۶ بهمن ۱۳۵۷ |
| سپهبد      | عبدالعلی بدره‌ای         | فرمانده گارد شاهنشاهی آخرین فرمانده نیروی زمینی | ۲۲ بهمن ۱۳۵۷ |
| سپهبد      | علی‌محمد خواجه‌نوری       | رئیس اداره سوم ستاد ارتش (اداره عملیات) | [ ۱۴ ]       |
| سپهبد      | حسین رستگار نامدار      | جانشینی فرمانده نیروی زمینی فرماندهی مرکز توپخانه اصفهان | [ ۱۵ ]       |
| سپهبد      | امیرفرهنگ خلعتبری       | در سال ۵۷ معاون عملیاتی نیروی زمینی | [ ۱۶ ]       |
| سرلشکر     | کاظم ریاحی              | آخرین فرمانده لشکر پیاده گارد | [ ۱۷ ]       |
| سرلشکر     | منوچهر خسروداد          | پایه‌گذار و فرمانده گردان چترباز و تیپ نیروی ویژه هوابرد از سال ۱۳۵۰ به بعد فرمانده هوانیروز | [ ۱۸ ]       |
| سرلشکر     | محمدامین بیگلری         | فرماندهی لشکر پیاده گارد و معاونت فرماندهی لشکر پیاده گارد | [ ۱۹ ]       |
| سرلشکر     | رضا ناجی                | فرمانده توپخانه لشکری در لشکر ۱۶ زرهی قزوین معاون فرمانده لشکر پیاده گارد (در زمان فرماندهی سرلشکر جلال پژمان) فرماندهی مرکز توپخانه اصفهان را به عهده داشت. در مرداد ۵۷ به فرمانداری نظامی اصفهان منصوب گردید. | [ ۲۰ ]       |
| سرلشکر     | علی نشاط                | آخرین فرمانده تیپ گارد جاویدان | [ ۲۱ ]       |
| سرلشکر     | احمدعلی بیدآبادی        | درز مان انقلاب فرماندار نظامی تبریز | [ ۲۲ ]       |
| سرتیپ زرهی | نعمت‌الله معتمدی         | فرمانده لشکر ۱۶ زرهی قزوین | [ ۲۳ ]       |
| سرتیپ      | منوچهر ملک              | معاون لشکر ۱۶ زرهی قزوین فرمانداری نظامی قزوین | [ ۲۳ ]       |
| سرتیپ      | جهانگیر اسفندیاری       | فرمانده تیپ ۳ لشکر ۹۲ زرهی اهواز فرماندار نظامی آبادان در اواخر سال ۱۳۵۷ | [ ۲۴ ]       |
| ارتشبد     | جعفر شفقت               | ریاست ستاد نیروی زمینی ریاست سرای نظامی جانشینی فرمانده ستاد ارتش استانداری آذربایجان شرقی وزرات جنگ در کابینه شاهپور بختیار | [ ۲۵ ]       |
| سپهبد      | عبدالمجید معصومی نائینی | معاون پارلمانی وزارت جنگ در کابینه بختیار | [ ۲۵ ]       |
| [ ۲۶ ]     |                         | |              |
| سپهبد      | جلال پژمان              | فرمانده گارد مجلس شورای ملی در درجه سروانی رئیس ستاد لشکر پیاده گارد درجه سرهنگی فرمانده تیپ نادری از لشکر پیاده گارد در درجه سرتیپی فرمانده لشکر پیاده گارد به مدت ۶ سال در درجه سرلشکری ریاست اداره چهارم ستاد بزرگ ارتشتاران | [ ۲۷ ]       |
| سپهبد      | احمدعلی محققی           | مدتی در اطلاعات (رکن ۲) ژاندارمری فعال بود در زمان فرماندهی عباس قره‌باغی بر ژاندارمری مسوولیت جانشینی ایشان را بر عده داشت. پس از رسیدن قره باغی به مقام وزارت کشور در کابینه ارتشبد غلامرضا ازهاری، سپهبد محققی فرمانده ژاندارمری کل کشور شد با پیروزی انقلاب، سپهبد محققی از سوی مهدی بازرگان به عنوان سرپرست ژاندارمری کل کشور منصوب شد اما بیش از چند ماه در این پست دوام نیاورد و برکنار گردید. محققی پس از برکناری، ایران را ترک کرد |              |
| سرتیپ      | فضل‌الله ناظمی           | فرمانده تیپ ۲ لشکر پیاده گارد موسوم به تیپ آهنین | ۱۳۵۸         |
| سرتیپ      | ابوالفتح اقصی           | فرمانده تیپ ۳ لشکر پیاده ۲۸ کردستان |              |
| سپهبد      | چنگیز وشمگیر            | معاون فرمانده نیروی زمینی | [ ۲۹ ]       |

## تصاویر

بهرام آریانا
غلامعلی اویسی
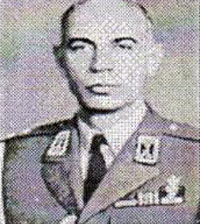
فتح‌الله مین‌باشیان
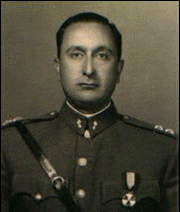
نعمت‌الله نصیری
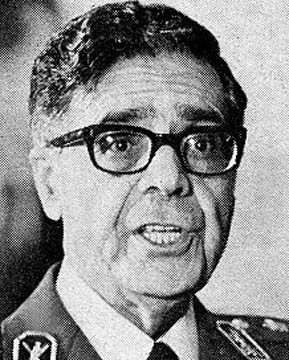
غلامرضا ازهاری
عباس قره‌باغی